# Клан Бортвік

Емблема (хрест, гребінь) клану Бортвік.

Герб вождів клану Бортвік.

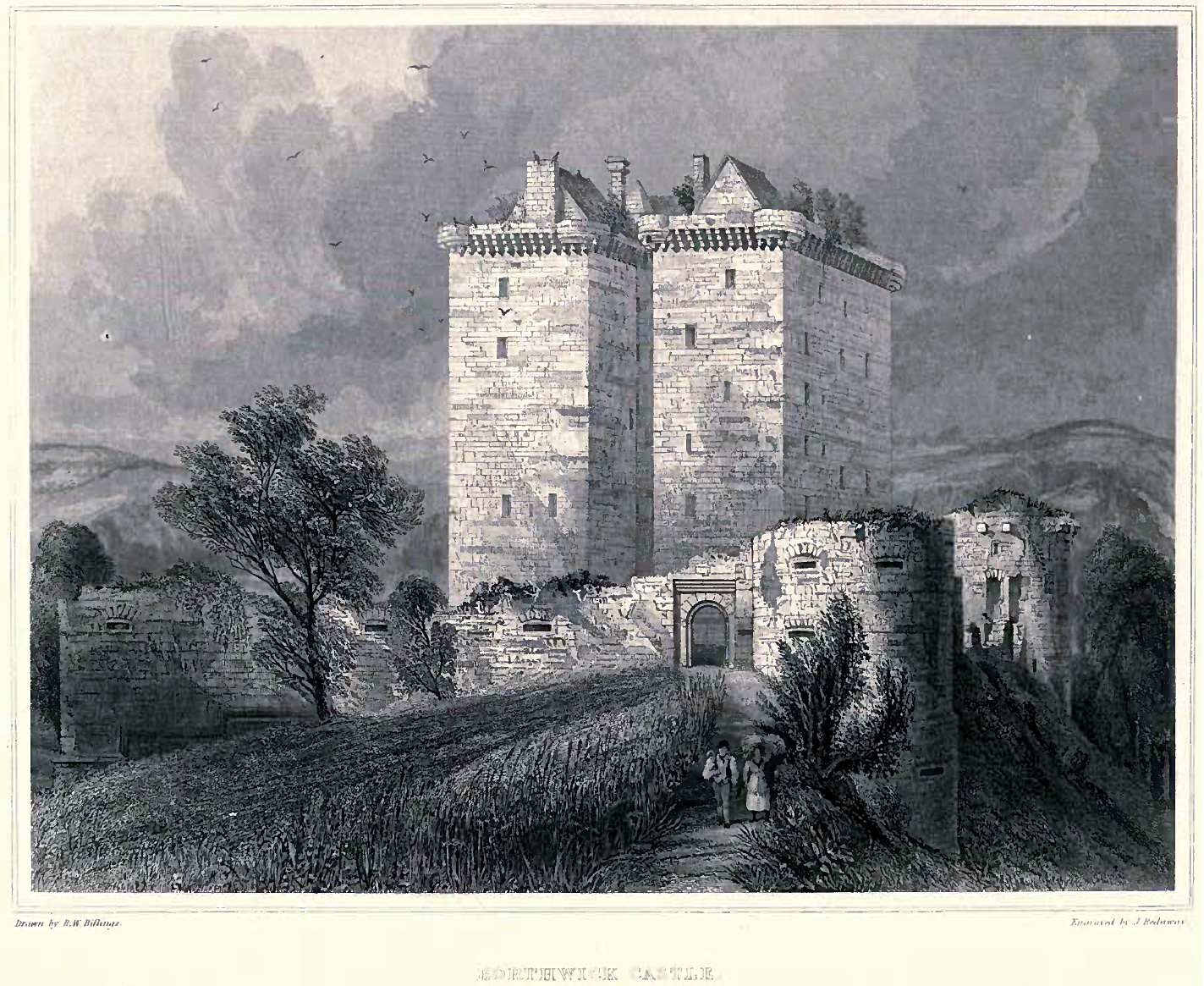
Замок Бортвік — резиденція вождя клану Бортвік.

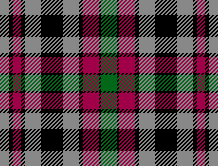
Тартан клану Бортвік.

Клан Бортвік (шотл. — Borthwick) — один з рівнинних шотландських кланів.
Гасло клану: Qui conducit — Той, хто веде (лат.)

## Історія клану Бортвік

### Походження клану Бортвік
Походження клану Бортвік — територіальне. Згідно історичної традиції Шотландії засновником клану Бортвік був Андреас — лицар, що супроводжував короля саксів Едгара Етелінга і його сестру Маргарет, що пізніше стала королевою та святою, до Шотландії в 1067 році. Але є версія, предки клану Бортвік прийшли в Шотландію набагато раніше — з легіонами Юлія Цезаря.
Згідно ще однієї версії, клан Бортвік один з найдавніших кланів в Шотландії, має мадярске походження — з Угорщини. Предки клану прибули в Шотландію як свита Маргарет Етелінг, що потім стала святою Маргарет. Вона вийшла заміж за Манкольма Канмора у 1071 році. Її мати була дочкою короля Угорщини. Засновнику клану подарували землі в південній Шотландії на північ від верхнього Тевіоддейла. Ця місцевість була відома як Еттрікський ліс. У 1330 році сер Вільям Бортвік приєднався до лорда Джеймса Дугласа у хрестовому поході з серцем короля Роберта Брюса з метою відвести його на святу землю. Після битви з маврами в Іспанії, в якій майже всі учасники походу загинули, він повернувся в Шотландію. Згідно легенди клану Бортвік, під час цієї фатальної битви з маврами, вождь клану Бортвік вбив ватажка сарацинів, і тому голова мавра досі зображена на гребені клану.
Десь між 1357 та 1367 роками Томас де Бортвік отримав у володіння землі Бортвік між Селкерком та Роксборо в районі Лодера в Беркширі. Десь близько 1378 року клан придбав землі Каткьюн в Лотіані, але потім клан Бортвік відібрав у клану Гей багаті землі Локеруорт і там близько 1430 року клан Бортвік збудував великий замок Бортвік. У 1420 році Вільям Бортвік був капітаном Единбурзького замку. Приблизно у 1450 році його син Вільям став лордом Бортвіком і з того часу клан Бортвік мав величезні статки і величезний вплив в Мідлотіані.

### XV століття
У 1410 році сер Вільям Бортвік отримав грамоту на володіння землями в Мідлотіані та в Шотландському Прикордонні. Землі, якими він володів називалися Бортвік — цим іменем і був названий клан. У XV столітті лорди Бортвік стали депутатами парламенту Шотландії.
Вільям Бортвік — І лорд Бортвік був одним із тих шотландських шляхтичів, що були направлені як заручники в Англію у 1425 році при викупі полоненого шотландського короля Давида І. Вільям Бортвік збудував один з найпотужніших замків в Шотландії. Цей замок досі лишається в володінні клану Бортвік. І лорд Бортвік помер у 1458 році і був похований в гробниці старовинної церкви клану Бортвік.

### XVI століття
Під час англо-шотландських війн клан Бортвік воював на боці короля Шотландії  Яків IV і брав участь у битві під Флодден у 1513 році. Вільям Бортвік , IV лорд Бортвік брав участь у захисті замку Стірлінг де перебував неповнолітній король Шотландії Яків V.
Джон Лорд Бортвік був противником Реформації церкви в Шотландії і прихильником католички Марії де Гіз. Проте, його релігійні погляди і діяльність не викликали в католицькій церкві позитивного до нього ставлення: в 1547 році він був відлучений від церкви за неповагу до Духовного суду Престолу в Сент-Ендрюс. Офіцер суду, Вільям Ленглендсом був посланий, щоб доставити документи відлучення від церкви вікарія Бортвіка. Але Ленглендс був схоплений людьми клану Бортвік і скинутий з греблі водяного млина, що був на північ від замку. Він лишився живий і його примусили з'їсти листи, змочивши їх у вині. Потім він був відправлений назад з попередженням, що будь-які інші листи будуть «відправлені туди ж».
Син Джона — Вільям був близьким другом і довіреною особою королеви Шотландії Марії Стюарт. Марія сховалися зі своїм чоловіком — Джеймсом Хепберном, IV графом Босуелл, але потім змушена була тікати, коли підійшов загін графа Мореї.
У 1573 році Девід Бортвік Лоххілл став наближеним короля і головним юрисконсультом короля. Однак не всі вожді клану Бортвік були шляхтою. Роберт Бортвік був артилеристом і майстром по наведенню гармат в армії короля Шотландії Якова IV в 1509 році і, як кажуть, він мав сім великих гармат, які називали Сім Сестер.

### XVII століття
Під час громадянської війни на Британських островах і так званої «Війни Трьох Королівств» в Шотландії, клан Бортвік підтримував роялістів і замок Бортвік був обложений під час битви під Данбар у 1650 році. Замок був порятований від повного руйнування вогнем гармат, коли Олівер Кромвель запропонував лорду Бортвіку умови капітуляції і він їх прийняв.

### XVIII століття
У 1762 році Генрі Бортвік Нехорн був визнаний спадкоємцем І лорда Палатою лордів. Але, хоча він і прийняв цей титул, він помер, не залишивши спадкоємців десять років потому. У кінці XVIII століття і в XIX, XX столітті клан Бортвік був без вождя, аж поки клан не звернувся з проханням у 1986 році визнати майора Джона Бортвіка Крукстона вождем клану. Лорд Лева на герольди Шотландії визнали це. Джон Бортвік став XXIII лордом Бортвік та пером Шотландії. Його син Джон Х'ю Бортвік став XXIV лордом Бортвік за три місяці до його смерті.

## Замки клану Бортвік
Резиденцією вождя клану Бортвік завжди був замок Бортвік з часу його побудови.

## Вождь клану Бортвік
Нинішнім вождем клану Бортвік є Джон Х'ю Бортвік XXIV лорд Бортвік, XVIII Крукстон, барон Геріотмуйр.